# Díaz (apellido)
Diaz o Díaz es un apellido originario de España. Tiene un origen patronímico y se deriva del nombre propio Diago y Diego. Procede de los reinos de Castilla y León, al igual que los apellidos Díez y Diéguez, menos frecuentes. Con apellido Díaz existieron tantas familias que, por lógica, no tienen relación entre sí. Es, por tanto, sumamente difícil concretar con total exactitud el punto de procedencia de su origen, aunque sí podemos facilitar el dato de que los linajes más antiguos que se conocen de este apellido provienen del reino de León, y fue de este lugar del que sus caballeros partieron para tomar parte en la Reconquista. Por tanto, podemos suponer que el tronco principal proviene de León.
Hay una rama de este linaje, la del Señorío de Molina, que parte de don Alfonso Díaz, uno de los trescientos caballeros cristianos que conquistaron la plaza de Baeza, en unión a los Condes de Lara. Fue el Conde Lara precisamente quien concedió a don Alfonso Díaz heredades y privilegios en la villa de Peralejos.
Son muy numerosas las ramas del apellido Díaz que probaron su "limpieza de sangre" y nobleza para poder ingresar en las Órdenes Militares, en las Reales Chancillerías de Valladolid y Granada, así como la Real Audiencia de Oviedo. Los de este linaje cuentan como títulos nobiliarios con los del Marquesado de Castro Jarillos (1797), de Dílar (1886), de Fontanar (1732), y de Villarvel Viestre (1786), así como el Condado de Malladas (1885). Existen aún pequeños grupos de familias que conservan el linaje directo de los caballeros Diaz originales, podemos encontrarlos en diferentes partes de Latinoamérica, tal es el caso de los Díaz residentes en la pequeña comunidad de La Germania, Siguatepeque, Honduras o los Díaz residentes en la pequeña comunidad de Nicoya, Guanacaste, Costa Rica verdaderos descendientes de los grandes caballeros españoles. Así también en Santiago de Chile.

## Descripción del escudo de armas
En campo de plata, un león rampante de gules, llevando en su garra diestra un bastón en oro. Bordura de gules, con cinco flores de lis en oro.

## El apellido en la actualidad
- Según datos del INE (2023), es el 14.º apellido más común en España.[1]
- Según datos del Servicio de Registro Civil e Identificación (2008), es el cuarto apellido más común en Chile.[2]